# Słout
Słout (ukr. Слоут) – wieś na Ukrainie, w obwodzie sumskim, w rejonie szostkińskim, w hromadzie Bereza. W 2022 liczyła 1231 mieszkańców.